# Mars 1887

## Événements
- 13 mars : attentat à la bombe contre le tsar Alexandre III de Russie. Józef Piłsudski et une vingtaine de militants sont arrêtés.

- 25 mars : traité de Bissandougou entre la France et Samori Touré qui consent à de nouvelles modifications territoriales et sollicite le protectorat de la France.

- 26 mars : le Portugal annexe Macao.

- 30 mars, France : loi sur les monuments historiques.

## Naissances
- 5 mars : Heitor Villa-Lobos, compositeur brésilien († 17 novembre 1959).
- 23 mars : Juan Gris (José Victoriano Gonzalez), peintre espagnol († 11 mai 1927).

## Décès
- 1 mars : François Faliński,  artiste peintre polonais (° 1815).
- 2 mars : August Wilhelm Eichler, botaniste allemand (° 1839).
- 3 mars : Rudolph von Freyberg-Eisenberg, ancien membre du Reichstag (° 6 juin 1817).
- 28 mars : William Smithe, premier ministre de la Colombie-Britannique alors qu'il était en fonction.